# Mesoblattinidae
Mesoblattinidae (лат.) — семейство вымерших тараканов. Описано впервые Хендлиршем в 1906 году. Были распространены на территории Южной Америки, Африки, Европы, Азии и Австралии с юрского по меловой периоды.

## Классификация
Включает в себя одно подсемейство Mesoblattininae.
- Archimesoblatta: Archimesoblatta kopi
- Austroblattula
- Beviblattina
- Breviblattina
- Fusoblatta
- Karatavoblatta
- Kulmbachiellon
- Mesoblattina
- Mongolblatta
  - Mongolblatta accurata — юрский период Монголии[1].
- Nipponoblatta
- Pedinoblatta
- Samaroblatta
- Sogdoblatta
- Striatotegmen
- Triassoblatta
- Voltziablatta